# Saramäki
Saramäki est un quartier du district Maaria-Paattinen à Turku en Finlande,.

## Description
Le quartier de Saramäki est situé au nord du centre-ville de Turku.
Lassila & Tikanoja a ses bureaux administratifs régionaux et une unité de déchets dangereux dans le quartier de Saramäki. 
Le Centre finlandais de tri et de recyclage des déchets de construction (Suomen 
Rakennusjätteen Lajiteltu- ja Kierrätyskeskus Oy) était également située dans le quartier, puis s'est déplacé à proximité de la décharge de Topinoja à la fin des années 2000,,.
La prison de Turku (fi), connue sous le nom de Kakola, a s'est installée à Saramäki à l'automne 2007. 
Le bâtiment lui-même a été construit un an plus tôt, mais sa mise en service a été retardée,.

## Transports
Saramäki est bordé par la valtatie 9 et la kantatie 40.
Saramäki est desservi par les bus 14,15 et 21.